# Münchener Alterthumsverein
Der Münchener Altertumsverein wurde am 28. Dezember 1864 von den Münchener Persönlichkeiten Hofrat Carl F. Förster, Karl Maria von Aretin, Johann Conrad Develey, Josef von Hirsch, Carl Graf von Leyden, Max Kuppelmayr, Professor Dr. Kuhn, Carl Mayer von Mayerfels, J. Reichart, Ralf von Retberg, Otto Seitz, Freiherr von Rauttner, Dr. von Wenzel, Karl Wolff und Herrn von Würdinger gegründet.
Im Programm wurde Charakter und Ziel festgelegt: „Der Münchener Altertumsverein ist eine Vereinigung von Freunden der Altertumskunde mit dem Sitz in München. Er hat den Zweck, Verständnis und Liebe für alle Zweige der Altertumskunde, namentlich für Kunst und Kunstgewerbe zu fordern.“ Der Verein gab eine eigene Zeitschrift heraus.
Im Jahre 1865 übernahm König Ludwig II. die Schirmherrschaft, 1886 folgten ihm in dieser Eigenschaft Prinzregent Luitpold und  Jahre 1913 Kronprinz Rupprecht, der schon 1889 als Mitglied beigetreten war.
Der Münchener Altertumsverein entging in der Zeit des Nationalsozialismus von 1933 bis 1945 der Gleichschaltung und besteht aktuell noch, wobei er öffentliche Vorträge organisiert.

## Publikation
- Die Wartburg. Organ des Münchener Alterthumsverein. Zeitschrift für Kunst und Kunstgewerbe (Jg. 1–6: 1873–1879).